# استعادة وبناء كينيا
استعادة وبناء كينيا هو حزب سياسي كيني أطلقه في أبريل 2012م السكرتير الدائم السابق البروفيسور جيمس أولي كيابي كجزء من حملته ليصبح رابع رئيس لكينيا.  